# Лорі (Міссурі)
Лорі (англ. Laurie) — селище (англ. village) в США, в округах Морган і Кемден штату Міссурі. Населення — 939 осіб (2020).

## Географія
Лорі розташоване за координатами 38°12′29″ пн. ш. 92°49′31″ зх. д. / 38.20806° пн. ш. 92.82528° зх. д. (38.207986, -92.825356).  За даними Бюро перепису населення США в 2010 році селище мало площу 14,24 км², уся площа — суходіл.

### Клімат
| Клімат : Лорі         | Клімат : Лорі | Клімат : Лорі | Клімат : Лорі | Клімат : Лорі | Клімат : Лорі | Клімат : Лорі | Клімат : Лорі | Клімат : Лорі | Клімат : Лорі | Клімат : Лорі | Клімат : Лорі | Клімат : Лорі | Клімат : Лорі |
| Показник              | Січ.          | Лют.          | Бер.          | Квіт.         | Трав.         | Черв.         | Лип.          | Серп.         | Вер.          | Жовт.         | Лист.         | Груд.         | Рік           |
| Середній максимум, °C | 5,0           | 7,8           | 13,9          | 20,0          | 24,4          | 28,9          | 31,7          | 31,1          | 26,7          | 21,1          | 13,3          | 6,7           | 19,4          |
| Середній мінімум, °C  | −6,7          | −4,4          | 0,6           | 6,1           | 11,7          | 16,7          | 19,4          | 18,3          | 13,9          | 7,2           | 1,1           | −4,4          | 6,7           |
| Норма опадів, мм      | 48            | 51            | 76            | 102           | 127           | 114           | 99            | 91            | 107           | 94            | 76            | 56            | 1039          |
| --------------------- | ------------- | ------------- | ------------- | ------------- | ------------- | ------------- | ------------- | ------------- | ------------- | ------------- | ------------- | ------------- | ------------- |
| Джерело: Weatherbase  |               |               |               |               |               |               |               |               |               |               |               |               |               |

## Демографія
Згідно з переписом 2010 року, у місті мешкало 945 осіб у 457 домогосподарствах у складі 241 родини. Густота населення становила 66 осіб/км².  Було 549 помешкань (39/км²).
Расовий склад населення:
| - 97,8 % — білих - 0,3 % — корінних американців - 0,2 % — чорних або афроамериканців |

До двох чи більше рас належало 1,6 %. Частка іспаномовних становила 0,6 % від усіх жителів.
За віковим діапазоном населення розподілялося таким чином: 14,0 % — особи молодші 18 років, 46,8 % — особи у віці 18—64 років, 39,2 % — особи у віці 65 років та старші. Медіана віку мешканця становила 55,8 року. На 100 осіб жіночої статі у місті припадало 89,0 чоловіків;  на 100 жінок у віці від 18 років та старших — 87,3 чоловіків також старших 18 років.
Середній дохід на одне домашнє господарство  становив 37 382 долари США (медіана — 30 057), а середній дохід на одну сім'ю — 48 558 доларів (медіана — 39 500). Медіана доходів становила 38 611 долар для чоловіків та 17 054 долари для жінок. За межею бідності перебувало 29,3 % осіб, у тому числі 65,0 % дітей у віці до 18 років та 17,6 % осіб у віці 65 років та старших.
Цивільне працевлаштоване населення становило 207 осіб. Основні галузі зайнятості: освіта, охорона здоров'я та соціальна допомога — 21,3 %, мистецтво, розваги та відпочинок — 17,4 %, виробництво — 11,6 %, роздрібна торгівля — 10,1 %.